# 尾斑無線鰨
尾斑無線鰨為輻鰭魚綱鰈形目鰨亞目舌鰨科的其中一種，為熱帶海水魚，分布於東太平洋墨西哥至厄瓜多半鹹水、海域，棲息深度1-35公尺，體長可達18.6公分，棲息在沙泥底質底層水域、河口區，生活習性不明。

## 扩展阅读
維基物種上的相關：尾斑無線鰨